# Shamsī Khān Qal‘eh
Shamsī Khān Qal‘eh (persiska: Shams Khān Qal‘eh, Shams Khān, شمسی خان قلعه) är en ort i Iran.   Den ligger i provinsen Khorasan, i den nordöstra delen av landet, 700 km öster om huvudstaden Teheran. Shamsī Khān Qal‘eh ligger 559 meter över havet och antalet invånare är 294.
Terrängen runt Shamsī Khān Qal‘eh är kuperad åt nordväst, men åt sydost är den platt. Shamsī Khān Qal‘eh ligger nere i en dal. Runt Shamsī Khān Qal‘eh är det ganska tätbefolkat, med 72 invånare per kvadratkilometer. Närmaste större samhälle är Zangelānlū, 8,8 km sydväst om Shamsī Khān Qal‘eh. Omgivningarna runt Shamsī Khān Qal‘eh är i huvudsak ett öppet busklandskap.